# Ördögcérna-gubacsatka
Az ördögcérna-gubacsatka (Aceria kuko) az atkák (Acari) alosztályának Eriophyidae családjába tartozó, Magyarországról 2015-ben kimutatott kártevő gubacsatka, a gyógynövényként használatos közönséges ördögcérna (Lycium barbarum) (melynek gyümölcse a goji bogyó) parazitája.
A fajt 1927-ben írták le Japánban Lycium chinense leveleiről.

## Elterjedése
A faj Kelet-Ázsiából ismert, (Japán, Kína, Dél-Korea, Tajvan) Nyugat-Európában többfelé észlelték jelenlétét Kínából érkező dísznövényszállítmányokon, de a zárlati intézkedések során ezeket feltartóztatták.
Magyarországon 2014 nyarán észlelték először a kártételére utaló jeleket Hevesen, Budapesten és Sasadon.

## Megjelenése

### Gubacsok
A szabálytalan alakú, 2-4 mm átmérőjű, sárgászöld, majd lilás színezetű lédús gubacsok a levél színe és fonáka felé is kiemelkednek.

### Morfológia
A faj egyedei a családra jellemző módon rendkívül kis méretűek, féregszerű, hosszúkás megjelenésűek. Mindkét ivar két pár lábbal rendelkezik, melyek a szájszerv (gnathosoma) közvetlen közelében helyezkednek el. A Magyarországon gyűjtött nőstények testhossza 178-290 µm között változik. Színezetük többnyire világos sárgás, narancsos.

## Életmódja, kártétele
A faj szívogatásának hatására a levélen a fent leírt jellegekkel bíró gubacsok jelennek meg. A faj egyedei a gubacsok belsejében élnek, táplálkoznak és szaporodnak. Egy-egy gubacsban rendkívül nagy számban találhatók meg az egyedek, a kártétel erősödésével a levelek lehullanak, a növény gyengülését okozhatják. A gubacsok rontják a -sok esetben dísznövényként ültetett- közönséges ördögcérna díszítőértékét. A faj tápnövényei közé tartozik a fekete csucsor (Solanum nigrum) és termesztett paprika (Capsicum annuum) is.
Éghajlatunkon a telet a faj a rügyekben, esetleg kéregrepedésekben tölti. A vegetáció kezdetétől az áttelelt nőstények táplálkozásba kezdenek a leveleken, ennek hatására alakulnak ki a gubacsok.